# Ludwig Baumeister (Geistlicher)
Ludwig Baumeister MSC (* 21. Juni 1894 in Dülmen, Deutschland; † 4. August 1946 in Shihtsien, China) war ein deutscher Ordensgeistlicher, Missionar und Apostolischer Superior von Shiqian.

## Leben
Ludwig Baumeister trat der Ordensgemeinschaft der Herz-Jesu-Missionare (in Deutschland auch bekannt als Hiltruper Missionare) bei. Am 20. Februar 1921 legte er Profess ab und empfing am 9. August 1927 die Priesterweihe.
Papst Pius XI. ernannte ihn am 11. November 1932 zum Superior der neugegründeten Mission sui juris von Shihtsien (Shiqian). Mit Ende seiner Amtszeit und Übergabe des Amtes an Matthias Buchholz MSC am 2. Dezember 1937 erfolgte die Erhebung zur Apostolischen Präfektur.